# SimGolf
SimGolf è un videogioco strategico pubblicato dalla Maxis nel 1996. Il gioco permette ai giocatori di progettare i loro propri campi di golf e giocarci, con impostazioni simili al videogioco della stessa casa SimCity 2000.